# Mieszko al III-lea al Poloniei
Mieszko al III-lea supranumit cel Bătrân (în poloneză Mieszko III Stary; n. 1126 – d. 13 martie 1202, Kalisz, Duchy of Kalisz⁠(d)), aparținând Dinastiei Piast, a fost duce al Poloniei Mari din 1138 și Mare Duce al Poloniei, cu întreruperi, din 1173 până la sfârșitul vieții.

## Biografie
Mieszko a fost al patrulea fiu al ducelui Boleslau al III-lea al Poloniei și a celei de-a doua sa soții, Salomea, fiică a contelui german Henric de Berg.
Conform testamentului tatălui său, Mieszko a primit ducatul nou înființat al Poloniei Mari, care cuprindea partea de vest a Poloniei Mari cu Poznań ca reședință principală. Fratele său vitreg, Vladislav al II-lea, fiul cel mare al ducelui și al primei sale soții, Zbyslava de Kiev, a fost proclamat Mare Duce la Cracovia și guvernând Provincia Seniorală, inclusiv teritoriile Poloniei Mari, Gniezno și Kalisz, precum și ducatul de Silezia.

### Primul conflict cu Vladislav al II-lea
Primul conflict major cu Marele Duce a avut loc în 1140 – 1141, atunci când frații săi vitregi mai mici, Boleslau al IV-lea cel Creț și Mieszko al III-lea, împreună cu mama lor, fără știrea lui Vladislav, au împărțit posesiunile sale de la Łęczyca, care fuseseră moștenite prin testament de la soțul ei, și care reveneau Provinciei Seniorate a lui Vladislav, după moartea sa. 
     Previncia Seniorală a lui Vladislav al II-lea
     Regiunea Silezia a lui Vladislav al II-lea
     Regiunea Masovia a lui Boleslau la IV-lea
     Regiunea Polonia Mare a lui Mieszko al III-lea
     Regiunea Sandomierz a lui Henric
     Regiunea Łęczyca al văduvei Salomea
     Pomerania al vasalilor

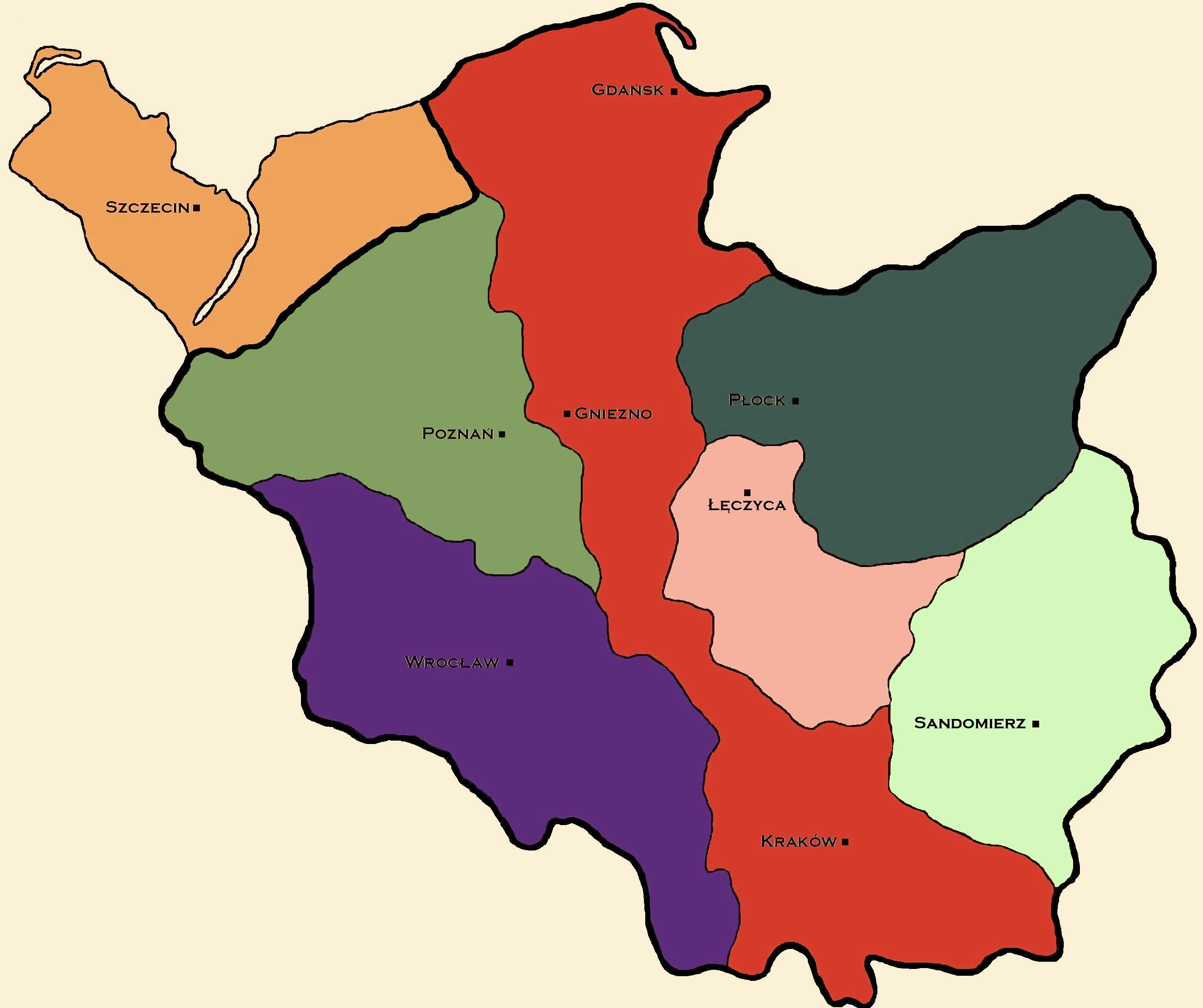
Polonia sub guvernarea fiilor lui Boleslau al III-lea Gură Strâmbă:
Previncia Seniorală a lui Vladislav al II-lea
Regiunea Silezia a lui Vladislav al II-lea
Regiunea Masovia a lui Boleslau la IV-lea
Regiunea Polonia Mare a lui Mieszko al III-lea
Regiunea Sandomierz a lui Henric
Regiunea Łęczyca al văduvei Salomea
Pomerania al vasalilor

În 1141 Salomea de Berg a organizat o întâlnire la Łęczyca, unde ea și fii ei au decis să o căsătorească pe sora lor, Agnes, cu unul dintre fiii Marelui Prinț Vsevolod al II-lea de Kiev cu scopul de a obține un aliat împotriva ducelui Vladislav al II-lea. Planurile ducilor juniori și a mamei lor au eșuat, după  intervenția lui Vladislav. Marele Prinț Vsevolod al II-lea se confrunta cu alegerea între o alianță puternică cu Marele Duce sau una slabă cu ducii juniori și mama lor. Acesta s-a decis să aleagă prima variantă, astfel încât l-a logodit pe fiul său cel mare, Boleslau I cel Înalt, cu Zvenislava, fiica Marelui Duce, în anul 1142. Vladislav nu fusese invitat la întâlnirea de la Łęczyca, în ciuda faptului că, în calitate de Mare Duce avea ultimul cuvânt cu privire la o posibila căsătorie a lui Agnes. Pentru a-și lua revanșa, în iarna anului 1142 a sprijinit acțiunile militare ale Rusiei, împotriva fraților săi vitregi și a mamei sale.

### Al doilea conflict cu Vladislav al II-lea
La data de 27 iulie 1144, ducesa văduvă Salomea, a murit, iar Marele Duce intenționa să incorporeze regiunea Łęczyca în Provincia Seniorală. Acest lucru a fost contrar dorințelor ducilor juniori, care doreau să predea această regiune fratelui lor mai mic, Henric. Lupta a avut loc în anul 1145. După o înfrângere neașteptată, Marele Duce a fost în cele din urmă capabil să obțină victoria (Bătălia de la Pilicy), datorită aliaților săi din Rusia. 
A fost făcut un acord, în care Vladislav păstra Łęczyca. Cu toate acestea, Marele Duce a continuat intenția sa de a reuni Polonia sub conducerea lui. Acest lucru a provocat opoziția puternică a voievodului din Silezia, Piotr Włostowic, care sprijinea interesele ducilor juniori, în scopul de a-și menține puterea și poziția. Vladislav, instigat de soția sa, Agnes de Babenberg, a decis să-l elimine pe Włostowic pentru totdeauna. Voievodul a fost prins într-o ambuscadă. Agnes îi cerea lui Vladislav să-l omoare pentru trădare, însă Marele Duce a ales în schimb o pedeapsă teribilă: Włostowic a fost orbit, i s-a tăiat limba și a fost expulzat din țară. Cu toate acestea, voievodul a avut numeroși susținători, care au fost dezgustați de actul crud al Marelui duce. Włostowic a fugit la curtea Rusiei, unde a început să comploteze împotriva Marelui Duce.

### Al treilea conflict cu Vladislav al II-lea și exilul
Războiul a izbucnit din nou la începutul anului 1146, atunci când Vladislav trebuia să jure credință regelui german Conrad al III-lea, fratele vitreg al soției sale, Agnes. De data aceasta, Vladislav nu se putea baza pe aliații săi din Kiev, pentru că erau ocupați cu propriile lor probleme; în plus, Marele Duce a trimis o parte din trupele sale, conduse de fiul său mai mare, Boleslau, pentru a-l sprijini pe Marele Prinț Vsevolod. Cu toate acestea, Vladislav era convins de victoria sa și inițial părea că succesul este de partea lui, după ce Boleslau și Mieszko s-au temut că lupta se va desfășura în câmp deschis și au fugit în Poznań. 
Sprijinul pentru cauza lui Vladislav s-a redus atunci când acesta a fost excomunicat de arhiepiscopul de Gniezno, pentru comportamentul său față de voievodul Piotr Włostowic, și, de asemenea, s-a confruntat cu revolta propriilor săi subiecți, care erau împotriva regimului său tiranic. Înfrângerea lui Vladislav era definitivă. În mai 1146 Polonia se afla în mâinile ducilor juniori. Pentru a-și salva viața, Vladislav și familia sa au trebuit să fugă, întâi în Boemia, iar mai târziu la Kaiserpfalz (astăzi în Germania) sub protecția regelui Conrad al III-lea. 
După ce și-au consolidat poziția în Polonia, Boleslau și Mieszko au luat decizii noi. Fratele mai mare, Boleslau, l-a succedat pe Vladislav ca Mare Duce și conducea Silezia. Mieszko a păstrat ducatul său din Polonia Mare și era mulțumit de rolul său de apropiat al fratelui său. Henric, următorul născut, a primit în cele din urmă ducatul Sandomierz. Doar fratele mai mic, Cazimir al II-lea, a rămas fără nici o posesiune.
Îndemnat de cumnatul său,  regele german Conrad al III-lea a făcut o încercare de a-l restabili pe fostul Mare Duce polonez. O expediție germană a trecut granița Poloniei în august 1146, însă au fost forțați să se retragă, datorită inundațiilor râului Oder și a presiunii asupra împăratului german din partea subiecților săi. În cele din urmă s-a ajuns la un acord în care regele Conrad accepta domnia lui Boleslau al IV-lea; în schimb, noul Mare Duce trebuia să plătească tribut regelui german. Disputa dintre Vladislav și ducii juniori a rămas nerezolvată, după ce regele Conrad era ocupat cu pregatirile celei de-a doua cruciade cu Țara Sfântă.

### Recunoașterea autorității ducilor juniori
Între timp, ducii juniori, nu aveau de gând să aștepte pentru un angajament care să le consolideze puterea. În mai 1147 au obținut de la Papa Eugen al III-lea confirmarea unei baze pentru o mănăstire în Trzemeszno, care echivala cu o recunoaștere clară a suveranității lor. Pe de altă parte, ei au căutat să îmbunătățească relațiile cu conducătorii germani.
În 1147, odată cu sosirea regelui Conrad al III-lea în Țara Sfântă, ducele Mieszko al III-lea s-a alăturat Cruciadei Wendish, împotriva păgânilor slavi din fosta Marcă Nordică, organizată de Contele Albert Ursul și de margraful Conrad de Meissen. Totuși, în timpul acestei călătorii Mieszko a încercat să protejeze interesele poloneze în regiunea Sprevane, împotriva cererilor formulate ambițios de ducele saxon Henric Leul, care cerea sprijin politic și militar pentru triburile slave. Acest ajutor pentru păgâni l-a înfuriat pe Albert Ursul, care a sosit la începutul anului 1148 la Kruszwica, în scopul de a îmbunătăți alianța lor. În cele din urmă, au încheiat un acord, care a fost confirmat prin căsătoria surorii ducilor juniori, Iudita, cu Otto, fiul cel mare a lui Albert.

### Moartea lui Henry de Sandomierz și revolta lui Cazimir cel Drept
În 1166 Mieszko și frații lui au început o altă cruciadă prusacă, în care, în octombrie 1166, ducele Henric de Sandomierz a fost ucis în luptă. Înainte de plecarea sa, și în cazul în care ar fi murit, i-a lăsat ducatul fratelui său, Cazimir, care, prin testamentul tatălui său, nu primise nici o proprietate. Cu toate acestea, ducele Boleslau al IV-lea, împotriva voinței fratelui său, a ocupat regiunea Sandomierz și a anexat-o la provincia sa.
Această decizie a stârnit revolta lui Cazimir, care a fost susținut de fratele său, Mieszko, de magnatul Jakša de Miechów și Sviatoslav, și de fiul lui Piotr Włostowic, precum și de Arhiepiscopul de Gniezno și Episcopul Gedko de Cracovia. În februarie 1168, rebelii s-au adunat la Jędrzejów, unde Mieszko a fost ales Mare duce și l-a investit pe Cazimir cu regiunea Sandomierz. Înfrângerea finală a lui Boleslau al IV-lea nu a avut loc, deoarece Marele Duce a acceptat cererile rebelilor și a împărțit ducatul lui Henric, în trei părți: Wiślica îi revenea lui Cazimir, Boleslau prelua Sandomierz iar restul era condus de Mieszko.

### Disputa moștenirii din Silezia
În 1172 a apărut un alt conflict între familia Silezia Piast atunci când ducele Boleslau cel Înalt a ales să ignore cererile primului său fiu, Jaroslaw, prin desemnarea fiului său din cea de-a doua căsătorie, Henric I cel Bărbos, ca unic moștenitor al său. Când Jaroslaw, a fost forțat să devină proet, s-a întors din exilul din Germania, și a pretins o parte din terenurile din Silezia. Mieszko al III-lea și-a susținut nepotul, și războiul a fost reinițiat.
Pentru a preveni o altă intervenție imperială, Marele duce l-a trimis pe Mieszko la Magdeburg, cu suma de 8000 de ducați de argint ca  tribut adus împăratului și promisiunea de a rezolva acest conflict curând. De data aceasta condițiile acordului din 1173 au fost îndeplinite. Boleslau cel Înalt a păstrat puterea asupra regiunii  Wrocław, dar a trebuit să cedeze Ducatul Silezia de Opole, fiului său, Jaroslaw, și să cadă de acord cu privire la împărțirea domeniilor din Silezia, cu fratele său mai mic, Mieszko Picioare Zgomotoase, care a preluat guvernarea ducatului Racibórz.

### Mare duce al Poloniei
După ce Boleslau al IV-lea a murit pe 3 aprilie 1173, fratele său, Mieszko al III-lea, a fost ales Mare duce al Poloniei. Politica lui s-a concentrat pe menținerea puterii depline, în calitate de cel mai vechi supraviețuitor al dinastiei. În ciuda succesiunii tronului din Cracovia, nou Mare Duce a rămas în Polonia Mare, în timp ce Polonia Mică a fost condusă de Henric Kietlicz, ca guvernator numit de Mieszko. Au fost introduse măsuri fiscale dure, care nemulțumeau magnații din Polonia Mică. Pe de altă parte, Mieszko a avut mai multe succese în politica externă, prin căsătoria fiicei sale, Elisabeta: aceasta se căsătorise în 1173 cu ducele Soběslav al II-lea al Boemiei iar prin aranjamentul dinastic dintre fiica ei, Anastatia, cu ducele Bogislaw I de Pomerania, Mieszko a întărit, încă odată, suveranitatea poloneză peste ducatul Pomeraniei.

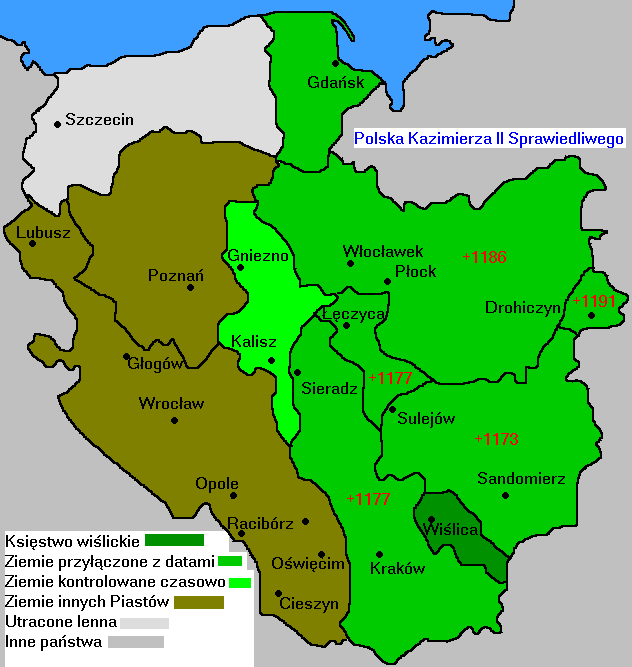
Regiunile lui Cazimir (verde)

În 1177 fiul lui Mieszko, Odon, care se temea pentru moștenirea lui, s-a răzvrătit împotriva tatălui său. El a fost susținut de Episcopul Gedko de Cracovia, de vărul lui, Boleslau cel Înalt și de unchiul său, Cazimir cel Drept. Pentru Odon, principalul motiv de răzvrătire a fost favoritismul tatălui său pentru cea de-a doua căsătorie și încercările Marelui duce de a-l face preot, în scopul de a-l elimina de la succesiune. Pentru ceilalți, nemulțumirile lor erau guvernul aspru și dictatorial al Marelui duce. Rebeliunea a fost o surpriză totală pentru Mieszko; încă din timpul Paștelui în 1177 era complet convins de loialitatea rudelor sale, mai ales atunci când ducii juniori au organizat o întâlnire la Gniezno, unde Marele duce fusese primit de mulțime cu urale.
Polonia Mare, cu toate acestea, la început a rămas fermă în mâinile lui Mieszko, mulțumită guvernatorului Henric Kietlicz, cel mai important urmaș al lui Mieszko. În același timp, Cazimir cel Drept, capul limpede al rebeliunii, a făcut un tratat de diviziune cu susținătorii săi: toată regiunea Silezia a fost acordată ducelui Boleslau cel Înalt și Polonia Mare a fost data lui Odon. Acest lucru complica semnificativ situația, pentru că în 1173 regiunea Silezia fusese condusă alături de fratele său, Mieszko Picioare Zgomotoase și cu fiul său, Jarosław de Opole. După ce au aflat de acest acord, Mieszko și Jarosław s-au alăturat Marelui duce, și s-au răzvrătit împotriva lui Boleslau cel Înalt, care, fiind ocupat cu fratele și fiul său, a pierdut oportunitatea de a obține Cracovia și Provincia Seniorată pentru el; în locul lui, a fost Cazimir cel Drept cel care a preluat controlul peste Provincia Seniorată, și cu asta, a fost proclamat noul Mare Duce al Poloniei. După ce nu a văzut nici o posibilitate de a continua rezistența, Mieszko a fugit în Racibórz, sub protecția nepotului său, ducele Mieszko Picioare Zgomotoase. Cu toate acestea, la scurt timp după deposedare, Marele Duce s-a decis să părăsească Polonia și să caute sprijin extern. Odon a ocupat în cele din urmă toată Polonia Mare și a fost declarat duce.

### Exilul și întoarcerea în Polonia Mare
În 1179 Mieszko a mers în Boemia, regiune condusă de cumnatul său Soběslav al II-lea, care totuși a refuzat să-l ajute. Mieszko a fost obligat de circumstanțe să se întoarcă în Germania. A obținut atenția Împăratului Frederick Barbarossa, care i-a oferit ajutorul său pentru restaurarea lui pe tronul polonez, după un tribut de 10 000 de bucăți de argint, o sumă pe care Mieszko nu a reușit să o strângă. În cele din urmă, în Pomerania, celălalt cumnat al său, ducele Boleslau I, a acceptat să-l ajute. Împreună cu aliații săi, Mieszko a refăcut legăturile sale cu urmașii polonezi grupați în jurul arhiepiscopului Zdzisław de Gniezno, și în 1181 a fost capabil să cucerească teritoriile Poloniei Mari, Gniezno și Lalisz, care făcuseră parte până atunci din Provincia Seniorală. Imediat după aceea, Mieszko a reușit să recupereze vestul Poloniei Mari. Odon a fost împins spre sud de râul Obra. În 1182 s-a ajuns la o reconciliere între tată și fiu. În timpul acestor evenimente și pentru motive necunoscute, Marele Duce Cazimir cel Drept a rămas total pasiv; astfel, Mieszko a avut ocazia să recupereze toate teritoriile din Polonia Mare.
Mieszko avea încă intenția de a recupera toată Polonia. În 1184 a încercat să creeze o alianță cu fiul lui Frederick Barbarossa, regele german Henric al VI-lea, oferindu-i o mare sumă în ducați de argint. Cazimir cel Drept cunoștea intențiile sale și l-a trimis pe Henric să ofere o sumă mai mare de bani decât Mieszko.
     Poznań, regiune deținută de Odon 1177–82
     Poznań,regiune deținută de Odon 1177–1194, și Vladislav al III-lea 1194–1202
     Kalisz, cucerită în 1181, regiune deținută de Mieszko cel Tânăr 1191–93, și de Odon 1193–94
     Gniezno, cucerită în 1181
     Kuyavia, regiune deținută de Boleslau 1186–95

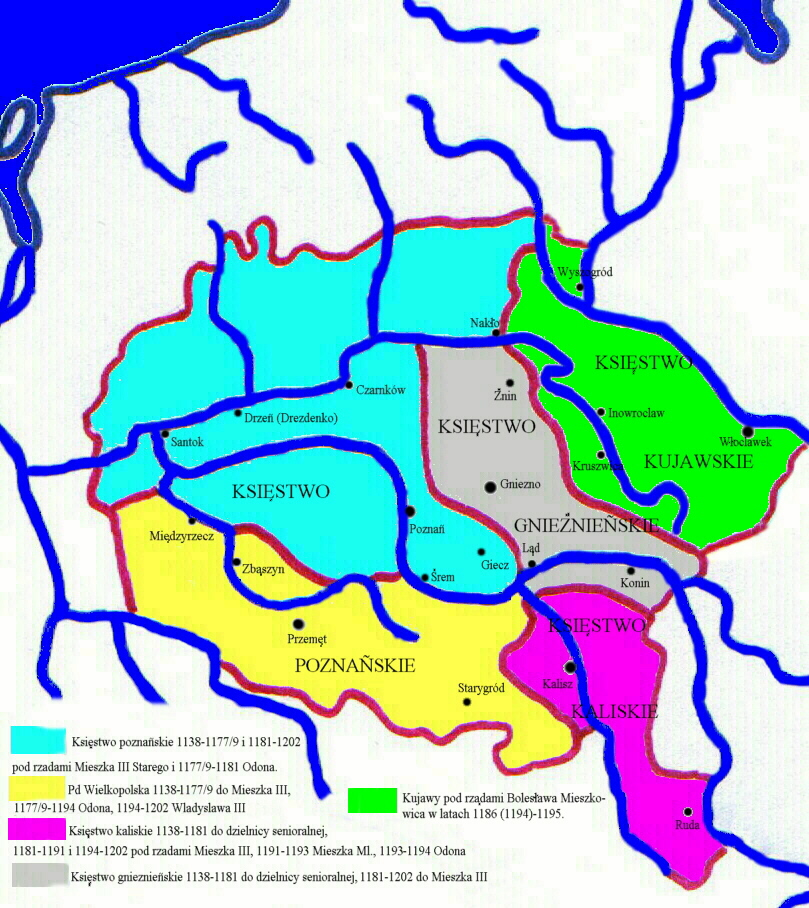
Polonia Mare sub cârmuirea lui Mieszko al III-lea:
Poznań, regiune deținută de Odon 1177–82
Poznań,regiune deținută de Odon 1177–1194, și Vladislav al III-lea 1194–1202
Kalisz, cucerită în 1181, regiune deținută de Mieszko cel Tânăr 1191–93, și de Odon 1193–94
Gniezno, cucerită în 1181
Kuyavia, regiune deținută de Boleslau 1186–95

După eșecul cu regele german, Mieszko a decis să preia controlul asupra Ducatului de Mazovia și Kuyavia, conduse de nepotul său Leszek, singurul fiu supraviețuitor al lui Boleslau al IV-lea. Mieszko l-a convins pe Leszek să-l numească succesorul său în cazul în care ar muri fără urmași. Procedura dură și lipsa de politiețe a lui Mieszko, au fost motivele pentru care în 1185, cu un an înainte de moartea sa, Leszek și-a schimbat testamentul, numindu-l succesor pe unchiul său, ducele Cazimir cel Drept. De data aceasta, Mieszko a acționat rapid și, după moartea lui Leszek, în 1186 a preluat regiunea Kuyavia anexâd-o ducatului său. La scurt timp după aceea, a cedat această regiune fiului său, Boleslau.

### O scurtă restaurare
În 1191 politica externă a Marelui duce Cazimir, a atras nemulțumirea în rândul nobilimii din Polonia Mică, rebeliune condusă de fostul guvernator a lui Mieszko, Henry Kietlicz. Cu ajutorul acestei opoziții, Mieszko putea, în sfârșit, să recucerească Cracovia și să reia titlul de Mare Duce. A decis să încredințeze guvernul de la Cracovia, unuia dintre fii săi, Boleslau sau Mieszko cel Tânăr; cu toate acestea, Cazimir a recâștigat rapid Cracovia și conducerea, iar prințul guvernator a fost capturat, apoi a fost trimis tatălui său. Probabil după această expediție nereușită, Mieszko i-a dat fiului său, Mieszko cel Tânăr, terenurile din regiunea Kalisz.
Pe 2 august 1193 Mieszko cel Tânăr a murit, ducatul său revenind Poloniei Mari. La scurt timp după aceea, Mieszko a acordat regiunea Kalisz, fiului său mai mare, Odon, care a murit la opt luni mai târziu, pe 20 aprilie 1194. Aceste două decese timpurii l-au forțat pe Mieszko să stabilească un nou tratat de diviziune: ducele a reținut regiunea Kalisz, în timp ce sudul Poloniei Mari a fost dat fiului mai mic, Vladislav al III-lea Picioare Groase, care a preluat, de asemenea, tutela fiului minor al lui Odon, Vladislav Odonic.
Marele Duce Cazimir a murit pe 5 mai 1194, iar pretențiile lui Mieszko asupra Poloniei Mici au renăscut. Din păcate, de data acesta, nobilimea locală au preferat pe scaunul de domnie, pe fiii minori ai lui Cazimir, Leszek cel Alb și Conrad. Încercările lui Mieszko de a prelua putere se încheiaseră cu o bătălie sângeroasă pe 13 septembrie 1195, în care Mieszko a fost grav rănit și fiul său, Boleslau a murit. După încheierea luptei Mieszko s-a retras la Kalisz fără a mai aștepta trupele din Silezia, care au venit în ajutorul lui, conduse de Mieszko al IV-lea și de Jarosław de Opol.

### Reglementarea finală
Bătălia de la Mozgawą l-a convins pe Mieszko că, pentru a obține tronul prin violență fusese extrem de dificil, astfel că a început negocierile cu văduva Marelui Duce de Znojmo. În 1198 i s-a permis în cele din urmă să se întoarcă în Polonia Mică, dar a fost obligat să cedeze regiunea Kuyavia, fiilor lui Cazimir.
În 1199 voievodul Mikołaj Gryfita și Episcopul de Cracovia, l-au demis din nou pe Mieszko și l-au restaurat pe Leszek cel Alb, însă, trei ani mai târziu a fost stabilită o nouă înțelegere și Mieszko a fost capabil să se întoarcă. A păstrat titlul de Mare Duce, însă a fost forțat să renunțe la o parte din puterea sa. A murit la scurt timp după aceea. În acel moment, a supraviețuit tuturor fraților și fiilor săi, cu excepția lui Vladislav al III-lea Picioare Groase, care l-a urmat la tronul polonez ca Mare Duce și Duce de Polonia Mare.

## Căsătoria și copiii
În jurul anului 1136 Mieszko s-a căsătorit cu Elisabeta, fiica regelui Béla al II-lea al Ungariei. Cei doi au avut cinci copii:
- Odon (1149 - 20 aprilie 1194);
- Ștefan (1150 - 18 octombrie 1166/11770);
- Elisabeta (1152 - 2 aprilie 1209), s-a căsătorit cu Sobeslav al II-lea, duce al Boemiei, și apoi, în ianuarie 1180, cu margraful Conrad al II-lea Landsberg de Luzacia;
- Wierzchoslawa Ludmilla (1153 - 1223) s-a căsătorit în 1167, cu lordul Frederic de Bitsch și mai târziu duce de Lorena;
- Iudita (1154 - 12 decembrie 1201), s-a căsătorit în 1173 cu contele Bernhard de Anhalt și mai târziu duce de Saxonia;

În 1154 Mieszko s-a căsătorit cu Eudoxia, fiica Marelui Prinț Izjaslav al II-lea de Kiev. Cei doi au avut cinci copii:
- Boleslau (1159 - 13 septembrie 1195), a murit în Bătălia de la Mozgawą;
- Mieszko cel Tânăr (1160/1165 - 2 august 1193);
- Vladislav al III-lea Picioare Groase (1161/1167 - 3 noiembrie 1231);
- Salomea (1162 - 11 mai 1183), s-a căsătorit în 1177 cu prințul Ratibor al II-lea al Pomeraniei;
- Anastasia (1164 - 31 mai 1240), s-a căsătorit pe 26 aprilie 1177 cu ducele Boleslau al II-lea de Pomerania.